# Marionia tedi
Marionia tedi är en snäckart som beskrevs av Ev. Marcus 1983. Marionia tedi ingår i släktet Marionia och familjen Tritoniidae. Inga underarter finns listade i Catalogue of Life.